# Сэдзьва
Сэ́дзьва (Созьва, Созва) — река в Республике Коми, правый приток реки Печоры. Длина — 215 км. Площадь водосборного бассейна — 2430 км².

## Этимология
На коми языке река именуется Сӧдзва, что значит «чистая река, вода», где сӧдз «чистый», «прозрачный», ва «вода», «река».

## География
Берёт начало на восточной оконечности возвышенности Синдзебмусюр и некоторое время течёт в северном направлении по ненаселённой таёжной местности. Достигнув Северного полярного круга, резко поворачивает на запад и в дальнейшем течёт почти параллельно ему, несколько раз пересекая. В этом месте русло реки пролегает через сильно заболоченную лесотундру.
Устье Сэдзьвы находится в 267 км от устья Печоры по правому берегу.
Единственный крупный приток — Чёрный Ручей (левый, 76 км).

## Притоки
- 64 км: река Чёрный
- 68 км: река Чёрный Ручей
- 74 км: река Пальник-Шор
- 82 км: река без названия
- 93 км: река Ошкашор
- 106 км: река Винтик-Шор
- 127 км: река Ангуран
- 149 км: река Чорова Виска
- 152 км: река Ваглейская Виска
- 176 км: река без названия
- 182 км: река без названия
- 183 км: река Чёрная
- 194 км: река Омравож

## Данные водного реестра
По данным государственного водного реестра России относится к Двинско-Печорскому бассейновому округу, водохозяйственный участок реки — Печора от водомерного поста Усть-Цильма и до устья, речной подбассейн реки — бассейны притоков Печоры ниже впадения Усы. Речной бассейн реки — Печора.
Код объекта в государственном водном реестре — 03050300212103000081601.